# Iván Rossi
Iván Javier Rossi (Buenos Aires, 1º novembre 1993) è un calciatore argentino, centrocampista della Juventud.

## Caratteristiche tecniche
È un mediano.

## Carriera
Cresciuto nelle giovanili del Banfield, nel 2014 viene promosso in prima squadra dall'allenatore Matías Almeyda. Il 19 aprile 2014 esordisce in un match di campionato vinto 3-0 contro il Aldosivi. A fine stagione vince il titolo di seconda divisione. L'anno successivo segna la sua prima rete in carriera, il gol della bandiera nella sconfitta 3-1 contro il Tigre.
L'11 luglio 2016 viene ingaggiato dal River Plate, con cui firma un contratto quadriennale. Il 7 agosto debutta contro l'Estudiantes (partita vinta 2-1) nella Copa Argentina 2015-2016.
Rimasto fuori dal progetto tecnico del mister Marcelo Gallardo, il 18 luglio 2018 il River decide di mandarlo in prestito all'Huracán fino a giugno 2019.
Il 13 agosto 2019 i cileni del Colo Colo lo acquistano a titolo temporaneo per sei mesi per sostituire Esteban Pavez, trasferitosi all'Al Nassr.

## Statistiche

### Presenze e reti nei club
Statistiche aggiornate al 7 luglio 2017.
| Stagione        | Squadra         | Campionato      | Campionato | Campionato | Coppe nazionali | Coppe nazionali | Coppe nazionali | Coppe continentali | Coppe continentali | Coppe continentali | Altre coppe | Altre coppe | Altre coppe | Totale | Totale | Totale |
| Stagione        | Squadra         | Comp            | Pres       | Reti       | Comp            | Pres            | Reti            | Comp               | Pres               | Reti               | Comp        | Pres        | Reti        | Pres   | Reti   |        |
| --------------- | --------------- | --------------- | ---------- | ---------- | --------------- | --------------- | --------------- | ------------------ | ------------------ | ------------------ | ----------- | ----------- | ----------- | ------ | ------ | ------ |
| 2013-2014       | Banfield        | PD              | 1          | 0          | CA              | 0               | 0               |                    | -                  | -                  |             | -           | -           | 1      | 0      |        |
| 2014            | Banfield        | PD              | 0          | 0          |                 | -               | -               |                    | -                  | -                  |             | -           | -           | 0      | 0      |        |
| 2015            | Banfield        | PD              | 13         | 1          | CA              | 0               | 0               |                    | -                  | -                  |             | -           | -           | 13     | 1      |        |
| 2016            | Banfield        | PD              | 11         | 0          | CA              | 0               | 0               |                    | -                  | -                  |             | -           | -           | 11     | 0      |        |
| Totale Banfield | Totale Banfield | Totale Banfield | 25         | 1          |                 | 0               | 0               |                    | -                  | -                  |             | -           | -           | 25     | 1      |        |
| 2016-2017       | River Plate     | PD              | 7          | 0          | CA              | 3               | 0               | RS+CL              | 0+3                | 0                  |             | -           | -           | 13     | 0      |        |
| Totale carriera | Totale carriera | Totale carriera | 32         | 1          |                 | 3               | 0               |                    | 3                  | 0                  |             | -           | -           | 38     | 1      |        |

## Palmares

### Club

#### Competizioni nazionali
- Primera B Nacional: 1

Banfield: 2013-2014
- Copa Argentina: 1

River Plate: 2015-2016

#### Competizioni Internazionali
- Recopa Sudamericana: 1

River Plate: 2016